# Bereni
Bereni is een Roemeense gemeente in het district Mureș.
Bereni telt 1224 inwoners.